# Fatimata M'Baye
Fatimata M’baye (Sinh 1957) là một luật sư người Mauritanie. Cô vận động nhân quyền trên đất nước mình. Năm 2016, Cô được trao tặng Giải thưởng quốc tế cho Phụ nữ dũng cảm của Bộ ngoại giao Hoa kỳ.

## Cuộc sống
M'Baye sinh năm 1957, Cô đã bị cưỡng ép kết hôn ở tuổi 12 một người đàn ông 45 tuổi, Nhưng gia đình cô đã đấu tranh để cho cô cơ hội đi học. Từ năm 1981 đến năm 1985 cô học luật và kinh tế tại University of Nouakchott và cô trở thành nữ luật sư đầu tiên trên đất nước mình.
Năm1991, Fatimata Mbaye giúp thành lập Hiệp hội Nhân quyền Mauritanie, hay AMDH, và trở thành Chủ tịch của Hiệp hội vào năm 2006. Trong năm 1998, một báo cáo còn tồn tại và phổ biến rộng rãi  hình thức chế độ nô lệ ở Mauritania được phát sóng trên truyền hình Pháp, cô và chủ tịch của tổ chức sau đó, Cheikh Saad Bouh Kamara, bị bắt giữ mà không có lệnh. Cô bị buộc tội là một thành viên của một tổ chức vô chính phủ, bị kết án 13 tháng tù và bị phạt một số tiền lớn.
M'Baye là Chủ tịch Ủy ban cho quyền của Phụ nữ và người sáng lập và lãnh đạo Ủy ban xã hội của AMDH. Cô là một Luật sư tư vấn nhiều tổ chức khác nhau và vào năm 1994 Cô là một quan sát viên trong cuộc bầu cử tổng thống ở Mauritania.
Cam kết áp bức và chế độ nô lệ ở Mauritania mang lại cô năm 1987, một án tù sáu tháng. Năm 1998, Cô bị kết án thêm một án tù mười ba tháng vì she thuộc về một công đoàn không được chấp thuận. Dưới áp lực một chiến dịch quốc tế, Cô được ân xá bởi Tổng thống.
Mbaye bắt đầu nhận được sự chú ý quốc tế sau khi công việc và cuộc sống của cô được diễn tả trong bộ phim  "Mauritania: A Question of Rape,")"Mauritania: một câu hỏi về hiếp dâm,") một bộ phim tài liệu BBC về  the convictions của người phụ nữ bị hiếp dâm đã sống sót sau các tội ác của zina.
Trong năm 2013, Mbaye gia nhập một UN Uỷ ban điều tra Liên Hợp Quốc gồm ba người tại Cộng hòa Trung Phi với Bernard Muna và Philip Alston. Uỷ ban này làm việc trong một bầu không khí thù nghịch và bạo lực và trong một cách kiềm chế, nhưng trong năm 2015 đã phát hành một báo cáo cuối cùng cho Hội đồng bảo an cáo buộc tất cả tội ác chống loài người của các bên tham chiến tại Xung đột Cộng hòa Trung Phi 2012–nay.

## Giải thưởng
Fatimata Mbaye đã nhận được Giải thưởng Nhân quyền Quốc tế Nuremberg cho cuộc chiến chống chế độ nô lệ ở Mauritania và phân biệt chủng tộc / sắc tộc vào năm 1999.
Trong năm 2012, Hillary Clinton vinh danh Mbaye như một anh hùng trong báo cáo buôn người.
Ngày 28 tháng 3 năm 2016, John Kerry, với tư cách là Bộ trưởng Ngoại giao, công nhận Fatimata Mbaye Giải quốc tế cho Phụ nữ dũng cảm năm 2016 vì những đóng góp của cô đối với việc bảo vệ quyền và nhân phẩm con người ở Mauritania.
M'Baye có ba con.